# Ulrich-Karl Engel
Ulrich-Karl Engel (* 4. Juni 1950 in Osterwieck) ist ein deutscher Politiker (Bündnis 90/Die Grünen). Er war von 1990 bis 1998 Mitglied im Landtag Sachsen-Anhalt.

## Ausbildung und Leben
Ulrich-Karl Engel besuchte 1956 bis 1966 die Polytechnische Oberschule in Osterwieck (Harz) und erlernte danach 1966 bis 1969 im VEB Elektromotorenwerk Wernigerode den Beruf eines Zerspanungsfacharbeiters. Nach dem Grundwehrdienst absolvierte er 1970 bis 1973 ein Ingenieurstudium. Bis 1975 war er Konstrukteur im VEB Eisenwerk Arnstadt und danach im VEB Harzer Werke Blankenburg zunächst bis 1982 Bauleiter und anschließend bis 1990 Abteilungsleiter Innere Verwaltung. Nach der Wende gründete er im Auftrag der Treuhandanstalt die Blankenburger Baugesellschaft mbH.
Von 1990 bis 1998 gehörte er als Abgeordneter hauptberuflich dem Landtag von Sachsen-Anhalt an. Von 1999 bis 2010 war er Mitarbeiter im Verkehrsministerium des Landes Sachsen-Anhalt. Dort u. a. Initiator des Geschichtsprojektes „Brocken-Erklärung“ der Verkehrsministerkonferenz.
2012 war er Mitarbeiter der Kommission „Zukunft der Verkehrsinfrastrukturfinanzierung“ (Daehre-Kommission) und 2013 Berater in der Kommission „Nachhaltige Verkehrsinfrastrukturfinanzierung“ (Bodewig-Kommission).
Im Jahr 2018 wurde Engel in das Kuratorium „Naturmonument Grünes Band Sachsen-Anhalt“ berufen.
Ulrich-Karl Engel ist evangelischer Konfession, verheiratet und hat zwei Kinder.

## Politik
Ulrich-Karl Engel war in der DDR parteilos und gehörte dort dem FDGB und der DSF an. 1990 wurde er Mitglied der Bürgerbewegung Demokratie Jetzt, nach der Fusion der Bürgerbewegungen der DDR zu Bündnis 90 und nach dem Zusammenschluss mit der Grünen Partei, Mitglied von Bündnis 90/Die Grünen. Er wurde bei der ersten Landtagswahl in Sachsen-Anhalt 1990 und bei der zweiten Landtagswahl in Sachsen-Anhalt 1994 über die Landesliste in den Landtag gewählt. Er war stellvertretender Vorsitzender der Fraktion Bündnis 90/Die Grünen.
Von 1999 bis 2015 war er Kreisvorsitzender der Partei zunächst im Landkreis Wernigerode und nach der Kreisgebietsreform im Landkreis Harz (Sachsen-Anhalt). Von 1999 bis 2024 war er Mitglied des Stadtrates in Blankenburg (Harz). Dort unter anderem Vorsitzender des Stadtentwicklungsausschusses und Initiator des „Geschichtsprojekt Blankenburger Waldfriedhof - Kulturdenkmal und regionaler Spiegel deutscher Geschichte“.

## Ehrungen
2022 überreichte ihm Reiner Haseloff im Auftrag des Bundespräsidenten das Bundesverdienstkreuz am Bande.